# Dom pod Łososiem w Gdańsku
Dom pod Łososiem – barokowa kamienica w Gdańsku. Mieści się na Głównym Mieście, przy ul. Szerokiej.

## Historia
Obecna forma kamienicy pochodzi z 1760 roku. W obiekcie mieściła się fabryka likierów Der Lachs (pol. Łosoś), w której produkowano m.in. Goldwassera. Budynek został zniszczony podczas II wojny światowej. Po wojnie kamienicę odbudowano, a w 1972 wpisano do rejestru zabytków. Współcześnie mieści się w niej restauracja, w której wciąż podawany jest Goldwasser.